# فاسيل أندوني
فاسيل أندوني هو سياسي ألباني، ولد في 28 يناير 1901 في إيلبصان في ألبانيا، وتوفي في 13 يوليو 1994 في روما في إيطاليا.